# Stora Lappträsk
Stora Lappträsk är en by  i Kalix kommun i Norrbottens län. Byn ligger invid sjön med samma namn. Byn har 12 åretruntboende invånare samt ett antal sommarboende.  

## Om byn
I byn finns badstranden Vitsand. Vintertid finns ett skidspår som mäter 1,5 mil. 
Näringsverksamheten som 2007 finns i byn är en ädelfiskodling, skogsentreprenad samt kroppsvård.

## Gårdsnamn
Gårdarna i Stora Lappträsk heter Ippigården, Heden, Tallbacken, Tallgården, Nygårdarna och Isigården. Skoghem, Nybacken, Innigården och Viken är idag sommarställen.

## Evenemang i byn
Vid Stora Lappträsk anordnas årligen sedan 1988 terrängloppet Extasloppet. Loppet startar vid badplatsen Vitsand, sedan går det i huvudsak i obanad terräng - myr, berg, snårskog - och avslutas med 300 meter vattenlöpning i Stora Lappträsk och återkommer för målgång uppför badstranden. Loppet har två olika distanser att välja på - 6 km och 10 km. Segrare koras i 10 km klassen, bästa dam i 6 km samt den som innan start närmast kunnat gissa sin sluttid, varför inga klockor är tillåtna under loppet. Stora extas arrangeras av OK Vargen (Lars-Extas Vikström) och Vision Stora Lappträsk.  